# Букавац
Бу́кавац или Водени бик, воденбика (сербохорв. Букавац, Bukavac «шумящий») — демоническое существо мифологии, похожее на оборотня (вампира). Верования в него зафиксированы в Среме (Сербия, Хорватия). Букавац иногда описывается, как шестиногий монстр с оленьими рогами. По народным представлениям живёт в больших водоемах (озерах, болотах); выйдя из воды в ночное время наводит много шума (отсюда и название: серб. бука — «шум»), прыгает на людей, животных и душит их.
Букавац, Буковац, Букало — иносказательно: человек производящий много шума.
сербохорв. Букаваци, Bukavaci — «Выпи» (лат. Botaurus) — род птиц семейство Аистообразные.